# FC 체아흘러울 피아트라네암츠
FC 체아흘러울 피아트라네암츠(Fotbal Club Ceahlăul Piatra Neamț)는 피아트라네암츠를 연고로 하는 루마니아의 축구 클럽이다. 현재는 루마니아의 4부 축구 리그인 리가 IV 네암츠 주 지역 리그에 참가하고 있다. 클럽 이름에서 "체아흘러울"(Ceahlău)은 네암츠 주를 지나가는 산괴 이름이다.
1919년 10월 20일 피아트라네암츠에 거주하고 있던 학생들과 교수들에 의해 창단되었으며 2016년 7월 22일에 재창단되었다.

## 성적
- 리가 II 우승 4회 (1992-93, 2005-06, 2008-09, 2010-11)
- 리가 III 우승 2회 (1964-65, 1979-80)
- 리가 V 네암츠 주 지역 리그 1회 (2016-17)

## 선수 명단

### 현역
참고: FIFA 자격 규정에 따라 소속된 국가대표팀 국기를 표시합니다. 선수는 복수의 FIFA 비회원국 국적을 가지고 있을 수 있습니다.
| 번호 | 포지션 | 국적 | 이름            |
| ---- | ------ | ---- | --------------- |
| 4    | DF     |      | 카밀 빅토르스키 |
| 10   | MF     |      | 패트릭 페트레   |

| 번호 | 포지션 | 국적 | 이름 |
| ---- | ------ | ---- | ---- |

## 역대 감독
| 감독            | 임기 |
| --------------- | ---- |
| 플로렌틴 페트레 | 2022 |

틀:FC 체아흘러울 피아트라네암츠 선수 명단